# Francesco Linghindal
Francesco Linghindal (fl. XIX secolo) è stato un politico italiano.
È stato primo deputato comunale di Mestre durante i moti rivoluzionari del 1848.
Il 22 marzo 1848 avvenne la cacciata degli Austriaci da Venezia e venne proclamata la Repubblica. Nel pomeriggio un gruppo di cittadini prese Forte Marghera in un atto eroico.
Francesco Linghindal invitò alla prudenza per paura di rappresaglie da parte degli Asburgo. Per tale motivo, il 23 marzo 1848 scrisse una lettera all'arciprete Giovanni Renier esortandolo a parlare alla folla, a calmare i movimenti e soprattutto a mantenere l'ordine cittadino.
I giorni successivi si formò la "Guardia Cittadina" e Linghindal voleva che questa sottostesse al comando del Municipio.
Un gruppo di persone si scagliò contro Francesco Linghindal, lo definirono "avverso al novo ordine di cose", filoaustriaco e lo denunciarono alla Guardia Veneta.
Questo contrasto portò all'insediamento di un notaio per riformare Venezia, il Generale Giuseppe Giuriati.
Il notaio decretò caduta la deputazione comunale e Linghindal dovette dimettersi dalla carica di primo deputato.
Francesco Linghindal è stato famoso anche per essere stato il più longevo amministratore della Pia Casa di Ricovero di Vecchi e Orfani derelitti che è l'attuale casa di riposo Antica Scuola dei Battuti di Mestre. Infatti ricoprì il ruolo di amministratore dal 1828 al 1853 per un totale di due mandati amministrativi.
A Francesco Linghindal è intitolata una via di Mestre.